# Коппо ді Марковальдо
Коппо ді Марковальдо (італ. Coppo di Marcovaldo; бл. 1225, Флоренція — бл. 1275, Сієна) — італійський художник XIII століття, один із засновників Сієнської школи живопису.

## Життєпис
Коппо ді Марковальдо є однією з центральних фігур в італійському мистецтві другої половини XIII століття, він відіграв важливу роль у становленні сієнської школи живопису. 
Архівні документи повідомляють, що в 1260 році він взяв участь у битві при Монтаперті на стороні флорентійських прихильників папи — гвельфів. У тій битві флорентійці зазнали поразки від сієнських гібелінів, і Коппо ді Марковальдо потрапив в сієнський полон. У полоні він пробув недовго. Коппо був здатним художником, і свою свободу викупив тим, що в 1261 році написав образ Мадонни для сієнської церкви Сервія (так звана «Мадонна дель Бордоне»). Поки Коппо перебував у полоні, папа римський Олександр IV, щоб помститися за поразку, відлучив Сієну від церкви. Головною покровителькою свого міста сієнці вважали Мадонну, тому стали зображати її у вигляді цариці-володарки Сієни на противагу Папі і заради утвердження ідеї, що небесна влада — вища за папську.

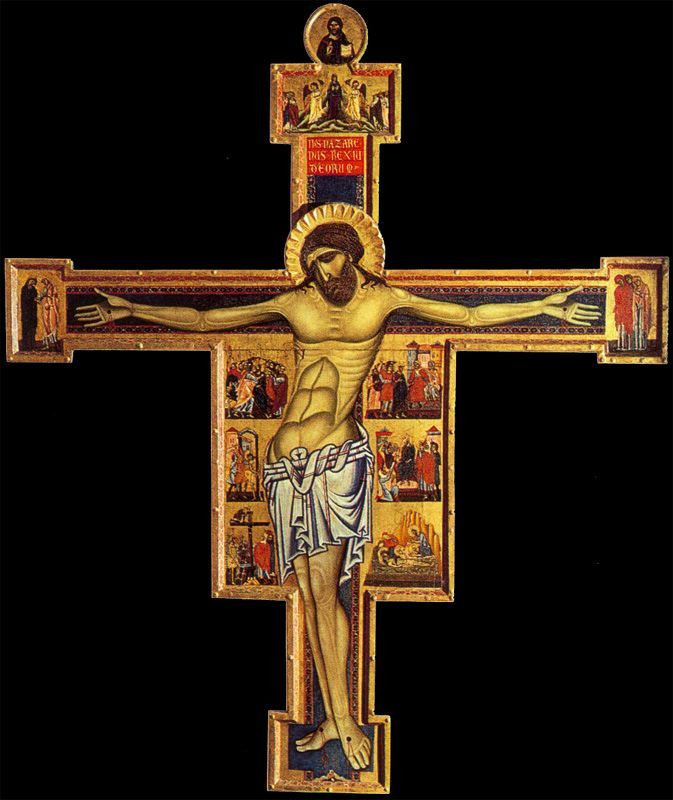
Коппо ді Марковальдо. «Хрест». після 1261 Сан Джіміньяно, Пінакотека.

Коппо ді Марковальдо став першим художником, який у своїй «Мадонні дель Бордоне» зобразив покровительку з царськими символами — орлами на мафорії (хустці). Так доля зробила несподіваний поворот, перетворивши художника з противника Сієни в її прихильника, що брав активну участь в становленні сієнського культу Мадонни. У наступному творі, «Мадонні з немовлям» (бл. 1265 р., церква Сан-Мартіно-дей-Сервія в Орв'єто), голову Мадонни прикрашає корона, а царські орли, що підкреслюють статус Мадонни як володарки, перемістилися на тканину, яка покриває спинку трону. Цей прийом слідом за Коппо стали використовувати й інші художники, наприклад, Гвідо да Сієна.
Після «Мадонни дель Бордоне» другим документально підтвердженим твором Коппо ді Марковальдо є розписний хрест, який в 1274 році він створив разом зі своїм сином, Салерно ді Коппо, для собору в Пістої.

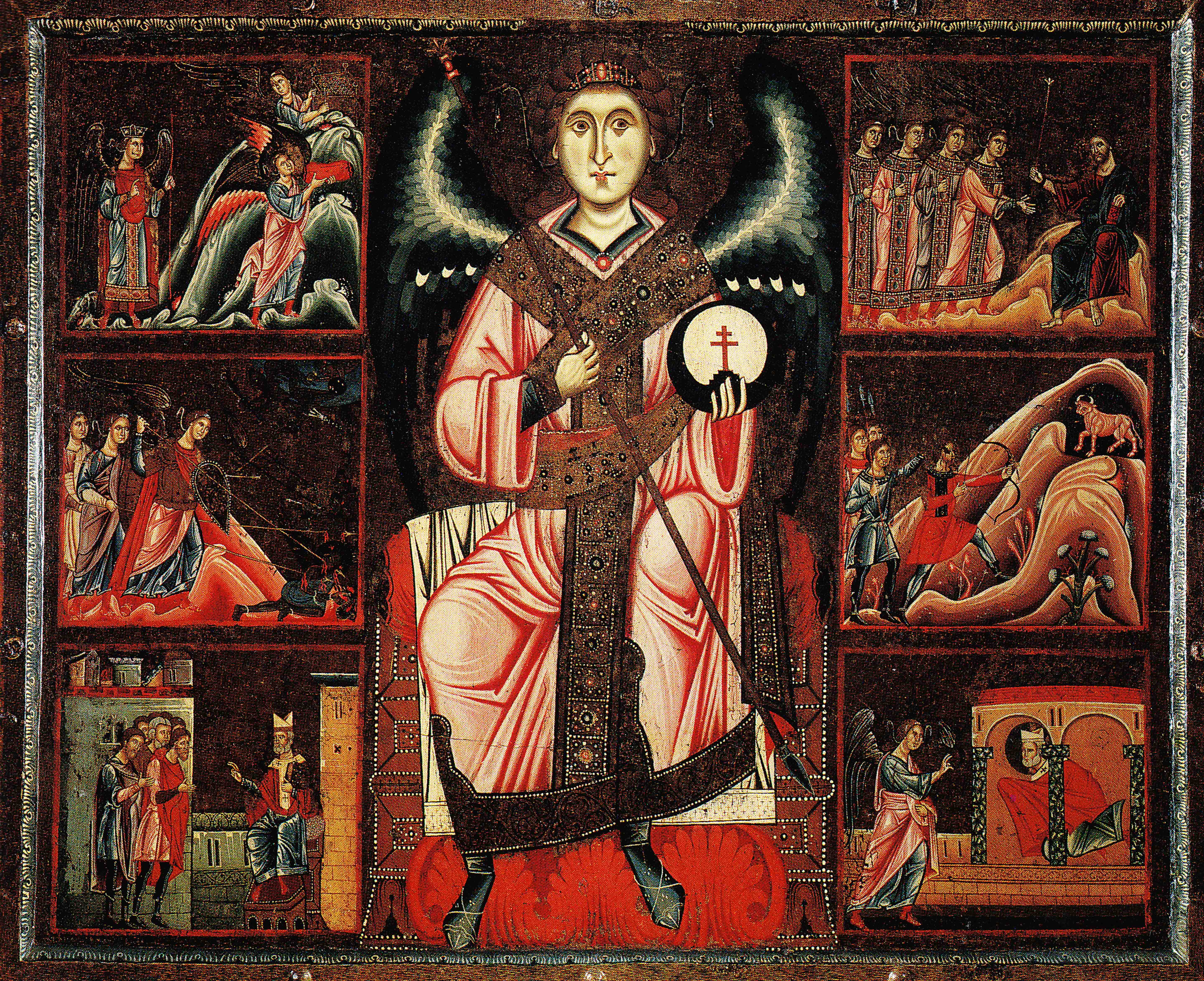
Коппо ді Марковальдо (?) «Архангел Михаїл і сцени з його легенди» 1250—1260 рр. Сан Кашан Валь ді Пеза, Музей релігійного мистецтва.

 У цьому творі Коппо, відштовхуючись від прототипу, створеного Джунта Пізано, далі розвиває пластику тіла, витонченість письма і драматизм події. У Джунта він запозичив і техніку передачі світлотіні. Це оживило вирази обличчя його мадонн, олюднило їх. Особливо це помітно в порівнянні з роботами Маргарітоне д'Ареццо, що розглядав обличчя богоматері виключно як атрибут християнського символу.
Крім перерахованих робіт Коппо ді Марковальдо приписують: вівтарний образ «Архангел Михаїл і сцени з його легенди», який сьогодні вважається найбільш раннім його твором (1250–1260 рр., Сан-Кашіано-ін-Валь-ді-Пеза, Музей релігійного мистецтва); ще один розписний хрест (після 1261 р., Сан-Джіміньяно, Пінакотека); вівтарний образ «Св. Франциск і сцени з його життя», який раніше приписувався майстрові Сан Франческо Барді (Флоренція, церква Санта-Кроче, капела Барді).

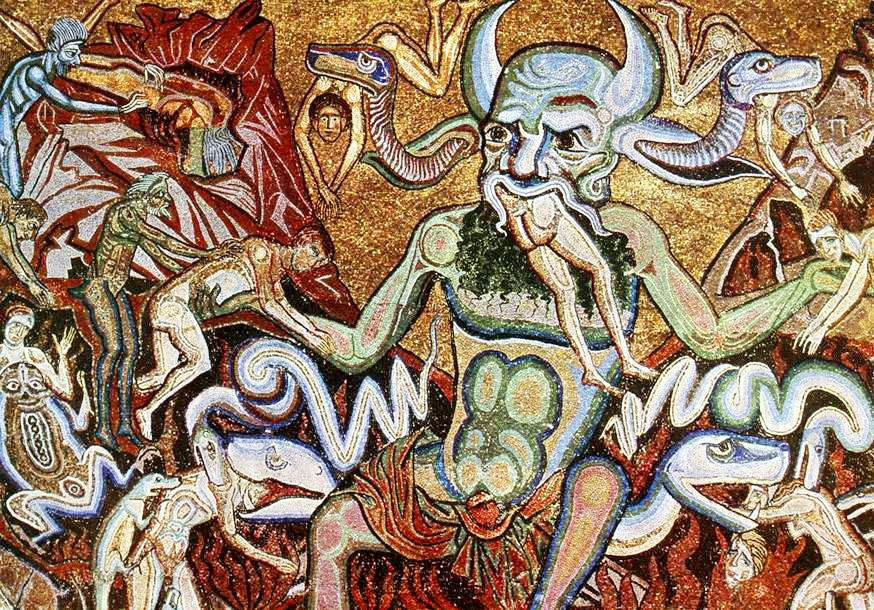
Коппо ді Марковальдо. «Пекло», мозаїка. 1260-1270 рр. Флоренція, баптистерій.

 До цієї групи творів традиційно додають відому мозаїку з флорентійського баптистерію з зображенням пекла. Припускають, що цей твір було створено під враженням від опису чистилища в «Божественній комедії» Данте.
У візантійський живопис, який в той час був домінуючим в мистецтві регіону Тоскани, і Сієни зокрема, Коппо вніс відчуття пластичної виразності. У той час як його сучасник Чімабуе апелював до ранньовізантійського мистецтва, Коппо ді Марковальдо, в свій зрілий період, створював варіації на теми пізньовізантійського живопису. 
Його тривала присутність в Сієні позитивно вплинула на подальший розквіт сієнської школи живопису.